# Benalup-Casas Viejas
Benalup-Casas Viejas är en kommun i Spanien.   Den ligger i provinsen Provincia de Cádiz och regionen Andalusien, i den södra delen av landet, 500 km söder om huvudstaden Madrid. Antalet invånare är 7 205. Arean är 61 kvadratkilometer. Benalup-Casas Viejas gränsar till Alcalá de los Gazules och Medina Sidonia. 
Terrängen i Benalup-Casas Viejas är platt åt nordväst, men åt sydost är den kuperad.